# Кабия, Абдул
Абдул Джаджу Кабия (англ. Abdoulie Jarjue Kabia; род. 27 января 2001 года, Фритаун, Сьерра-Леоне) — сьерра-леонский футболист, центральный защитник белорусского клуба «Динамо-Брест» и сборной Сьерра-Леоне.

## Клубная карьера
Воспитанник гамбийской футбольной школы «Академия Суперстарз». Летом 2019 года присоединился к израильскому клубу «Хапоэль» из Рамат-ха-Шарона, выступающему в Лиге Леумит. Дебютировал 3 января 2020 года в гостевом матче против «Хапоэль Бней-Лод», заменив на 59-й минуте Идана Рату. Первый гол забил 17 января 2022 года в ворота «Хапоэль» из Умм-эль-Фахма. Летом 2023 года перешёл в «Хапоэль» из Кфар-Савы. Дебютировал 28 августа в домашней игре с «Бней Иегудой», выйдя в стартовом составе. 21 августа 2024 года подписал контракт с белорусским «Динамо-Брест». Дебютировал 30 августа, выйдя в стартовом составе на домашний матч против «Славии-Мозырь». При Александре Бразевиче не получал игровой практики, что изменилось со сменой тренера на Сергея Ковальчука. Первую половину сезона 2025 пропустил из-за травмы и операции, от которой восстановился только к концу июля.

## Карьера в сборной
Впервые в сборную был вызван осенью 2023 года на матчи квалификации к чемпионату мира. Дебютировал 15 ноября в игре против сборной Эфиопии, выйдя в стартовом составе. Также участвовал в отборе к Кубку африканских наций 2027.